# قشلاق علي أكبر جعفر (مقاطعة بيله سوار)
قشلاق علي أکبر جعفر (بالفارسية: قشلاق علی اکبرجعفر) هي منطقة سكنية تقع في إيران في أردبيل.